# 哈比森峽谷 (加利福尼亞州)
哈比森峽谷（英語：Harbison Canyon）是位於美國加利福尼亞州聖地牙哥縣的一個人口普查指定地區。

## 地理
哈比森峽谷的座標為32°49′16″N 116°50′24″W / 32.82111°N 116.84000°W，而該地最高點為海拔高度276米（即906英尺）。

## 人口
根據2010年美國人口普查的數據，哈比森峽谷的面積為26.052平方千米，均為陸地。當地共有人口3841人，而人口密度為每平方千米147人。